# Samuel Asp
Samuel Asp, född i Asby socken, död 1668 i Stens socken, han var en svensk kyrkoherde i Stens församling.

## Biografi
Samuel Asp föddes i Asby socken. Han var son till kyrkoherden därstädes. Asp blev 12 oktober 1638 student vid Uppsala universitet, Uppsala, 1640 vid Dorpats universitet, Dorpat, 1646 vid Kungliga Akademien i Åbo, Åbo och 1647 vid Dorpats universitet. Han blev 1652 magister vid Kungliga Akademien i Åbo. Asp prästvigdes 1652 till regementspastor vid ett infanteriregemente i Småland. Han blev 4 maj 1662 kyrkoherde i Stens församling, Stens pastorat. Asp avled 1668 i Stens socken och begravdes 16 oktober 1668.

### Familj
Asp gifte sig med Andersdotter. Hon var dotter till kyrkoherden Andreas Magni Mogathæus och Catharina Larsdotter i Vists socken. De fick tillsammans barnen Elisabeth, Anna (1660–1695) och Jöns.